# Tadeusz Szymanek

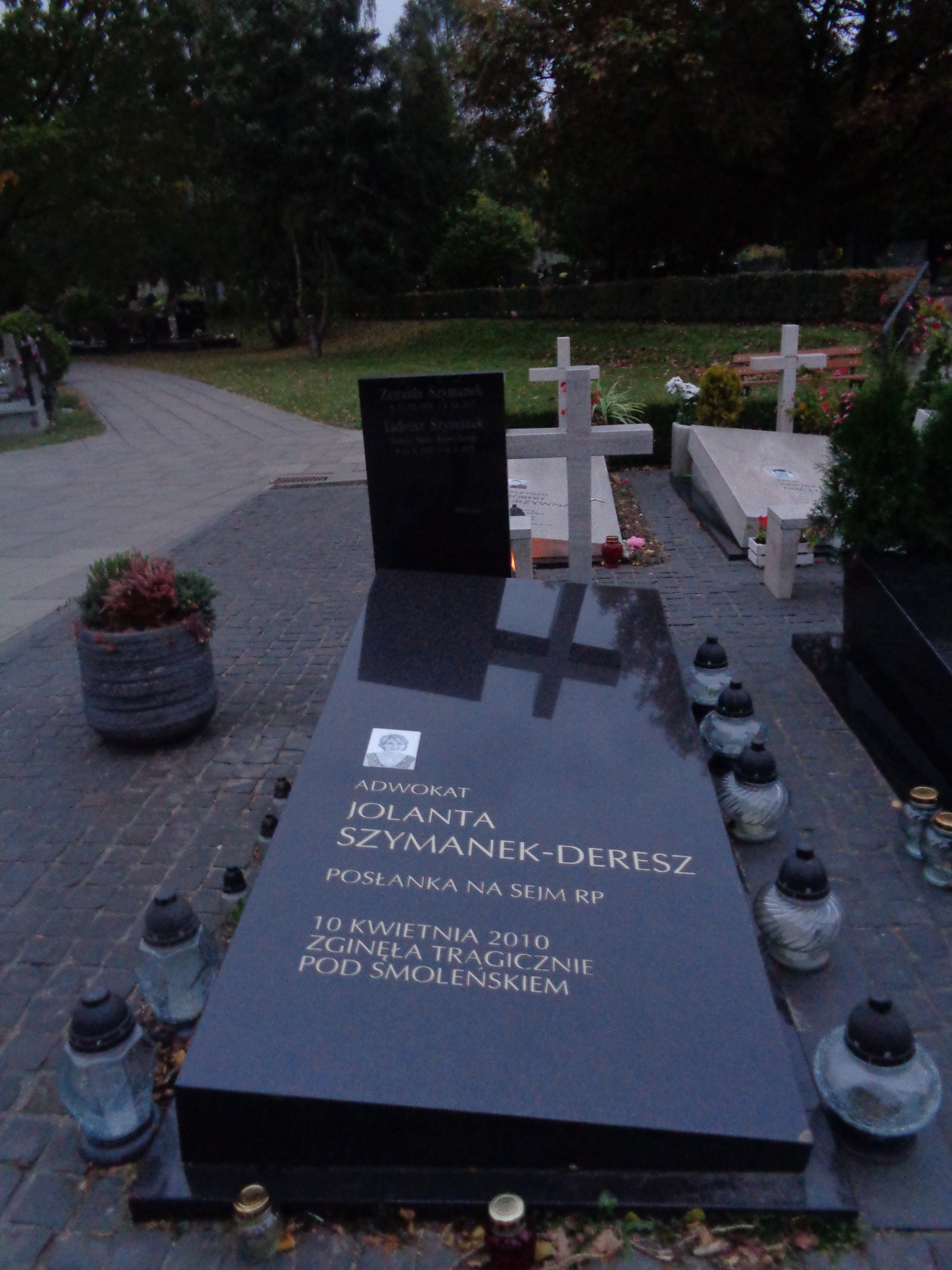
Grób Tadeusza Szymanka na Cmentarzu Wojskowym na Powązkach

Tadeusz Szymanek (ur. 25 października 1925, zm. 18 maja 2020 w Warszawie) – sędzia Sądu Najwyższego, były prezes Izby Pracy i Ubezpieczeń Społecznych SN. Członek Międzynarodowego Stowarzyszenia Ochrony Własności Intelektualnej i Przemysłowej.

## Życiorys
Od grudnia 1981 do czerwca 1990 był Prezesem Izby Pracy i Ubezpieczeń Społecznych Sądu Najwyższego.
Od października 2007 prorektor Europejskiej Wyższej Szkoły Prawa i Administracji. W latach 2002–2007 dziekan Wydziału Prawa Europejskiej Wyższej Szkoły Prawa i Administracji.
W 2003 odznaczony Krzyżem Komandorskim Orderu Odrodzenia Polski. W 2000, z żoną Zenajdą otrzymali Medal za Długoletnie Pożycie Małżeńskie.
Syn Józefa i Agnieszki, ojciec Jolanty Szymanek-Deresz, byłej posłanki i wiceprzewodniczącej SLD.
Pochowany w grobowcu rodzinnym z żoną i córką Jolantą na Cmentarzu Wojskowym na Powązkach (kwatera KII-1-1).

## Wybrane publikacje
- Postępowanie w sprawach z zakresu prawa pracy i ubezpieczeń społecznych
- Komentarz do prawa wynalazczego
- Wzory pism procesowych w sprawach z zakresu ochrony własności przemysłowej
- Transfer własności przemysłowej i intelektualnej
- Orzecznictwo sądowe z zakresu ochrony własności przemysłowej i intelektualnej